# (6892) 1978 VG8
(6892) 1978 VG8 (1978 VG8, 1982 XR1) — астероїд головного поясу, відкритий 7 листопада1978.
Тіссеранів параметр щодо Юпітера — 3.375.